# Heracleum franchetii
Heracleum franchetii är en flockblommig växtart som beskrevs av Minosuke Hiroe. Heracleum franchetii ingår i släktet lokor, och familjen flockblommiga växter. Inga underarter finns listade i Catalogue of Life.